# Duna de Bolonia
Duna de Bolonia är en park i Spanien.   Den ligger i provinsen Provincia de Cádiz och regionen Andalusien, i den södra delen av landet, 500 km söder om huvudstaden Madrid. Duna de Bolonia ligger 23 meter över havet.
Terrängen runt Duna de Bolonia är kuperad åt nordost, men söderut är den platt. Havet är nära Duna de Bolonia åt sydväst.  Närmaste större samhälle är Barbate de Franco, 16,9 km nordväst om Duna de Bolonia. 